# Vitskär (söder om Trunsö, Nagu)
För andra betydelser, se Vitskär (olika betydelser).
Vitskär är en ö nära Skäriråsen i Nagu,  Finland. Den ligger i Skärgårdshavet och söder om Trunsö i Pargas stad i landskapet Egentliga Finland, i den sydvästra delen av landet. Ön ligger omkring 1 kilometer sydväst om Skäriråsen, 43 kilometer söder om Nagu kyrka, 76 kilometer söder om Åbo och omkring 180 kilometer väster om Helsingfors. Närmaste allmänna förbindelse är förbindelsebryggan vid Trunsö som trafikeras av M/S Nordep.
Öns area är 1,3 hektar och dess största längd är 200 meter i nord-sydlig riktning. Det finns inga samhällen i närheten.